# إليسا (شركة)

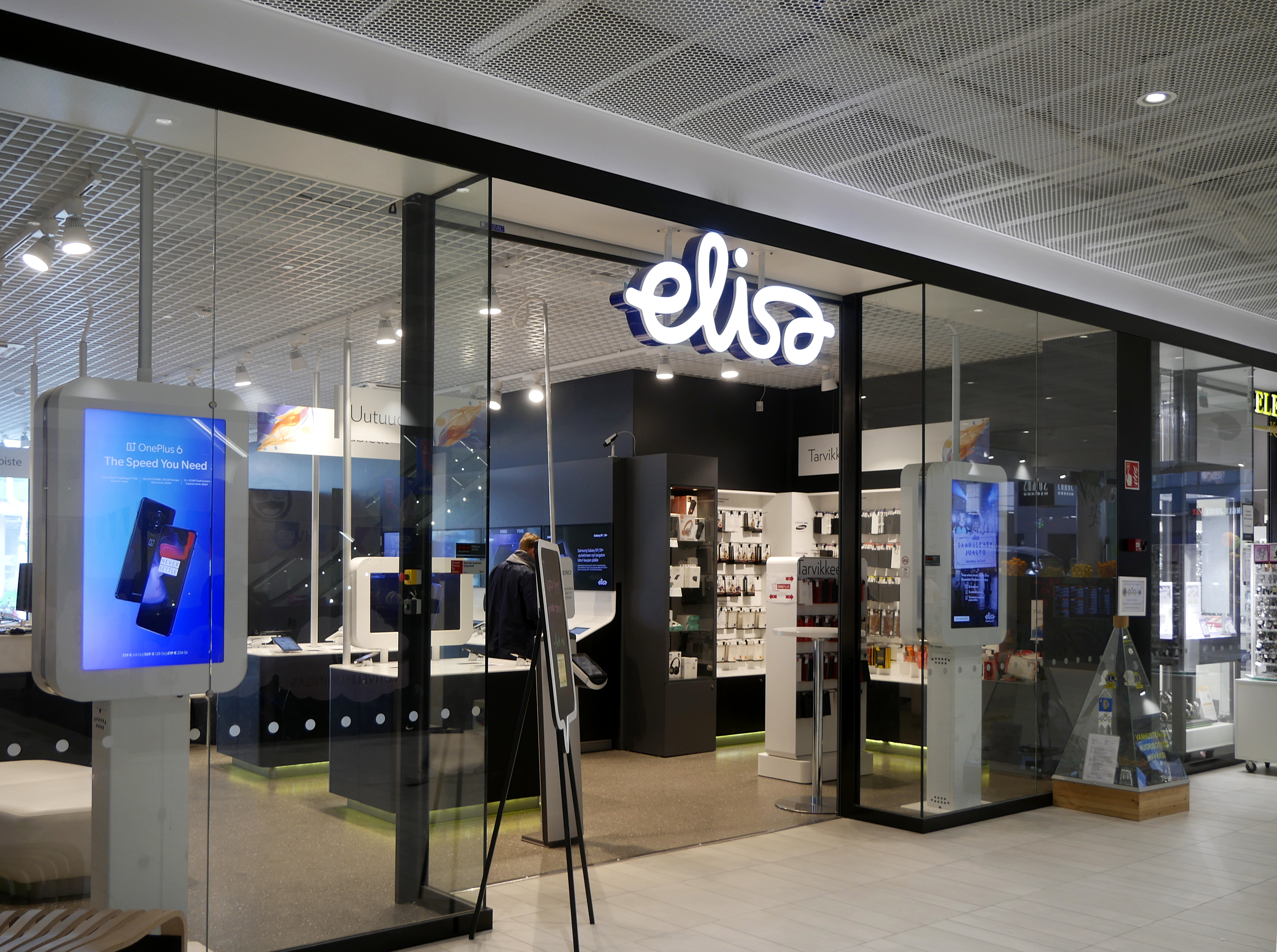
متجر لشركة إليسا

شركة إليسا (اسمها الأصلي بالفنلندية: Elisa Oyj )  هي شركة اتصالات فنلندية تأسست عام 1882 م. كانت تسمى أتش بي واي ( السويدية: HTF ) حتى يوليو 2000 م . وكانت العمليات المتنقلة لشركة إليسا تُعرف سابقًا باسم راديو لينجا .
إليسا شركة اتصالات وتكنولوجيا معلومات وخدمات عبر الإنترنت، تعمل بشكل رئيسي في فنلندا وإستونيا. لديها أكثر من 6.2 مليون اشتراك من المستهلكين والشركات وهيئات الإدارة العامة.
أكبر المساهمين هم المؤسسات الوطنية الفنلندية (صندوق التقاعد الحكومي، مجالس مدينتي هلسنكي وفانتا ، سوليديوم ، صندوق تمويل الإسكان ).
تقدم إليسا خدمات مستدامة بيئيًا في مجالي الاتصالات والترفيه، وأدوات لتحسين أساليب التشغيل وإنتاجية المؤسسات. في فنلندا، تُعد إليسا الشركة الرائدة في سوق اشتراكات شبكات الهاتف المحمول والثابت، وفي إستونيا تحتل المرتبة الثانية. يتيح تعاونها مع فودافون وتيلينور تقديم خدمات تنافسية عالميًا. إليسا مُدرجة في بورصة ناسداك هلسنكي للشركات ذات القيمة السوقية الكبيرة، ويبلغ عدد مساهميها حوالي 185,000 مساهم. في عام 2018، بلغت إيرادات إليسا 1.83 مليار يورو، وبلغ عدد موظفيها 4,800 موظف.
تشمل الخدمات الرقمية الجديدة :
إليسا فيهيدي،  إليسا كيرجا،  إليسا فيديرا،  إليسا أوتومات  وإليسا سمارت فاكتوري.

## تاريخ الشركة
تأسست إليسا في الأصل في 31 يناير 1882 من قبل المهندس الكهربائي sv [خطأ: تحقق من وسيط ورمز اللغة] كما تعاونية الهاتف دعا جمعية الهاتف هلسنكي (الفنلندية: Helsingin puhelinyhdistys, HPY, السويدية: Helsingfors telefonförening HTF). بدأ هبي خدمة العملاء في 6 يونيو 1882 من خلال ربط 56 أرقام الهاتف ؛ بحلول عام 1884 تجاوز عدد المكالمات السنوية مليون.
بدأت هبي التوسع خلال 1920 و 30 من خلال دمج مع أصغر التعاونية مشغلي الهاتف. في عام 1921 ، هبي وأكثر من 400 تعاونيات الهاتف الأخرى التي يديرها القطاع الخاص ثم القائمة في فنلندا شكلت بوهيلينليتوستين ليتو ("اتحاد شركات الهاتف") كونسورتيوم ، الذي أعيدت تسميته باسم فينيت في عام 1996. وصلت الشركة إلى مجال التشغيل الجغرافي الحالي في عام 1958. شكل التأسيس الأصلي لـ هبي ، أ المتبادل جمعية، تم تغييره إلى تعاونية قانونية ("هيلسينجين بوهيلينوسوسكونتا") في عام 1995 ، المدرجة في بورصة هلسنكي كما هلسنجين بوهيلين أويج في عام 1997 ، ثم تغيرت مرة أخرى إلى شركة مساهمة تحت الاسم هبي القابضة أويج. كان هبي في نهاية المطاف ديموتواليزد في عام 2000 ، وتم تغيير اسمها إلى إليسا للاتصالات أويج. إليسا للاتصالات أويج غادر اتحاد فينيت في عام 2001 ، وفي النهاية سيوحد جميع عروضه تحت علامة إليسا التجارية في 2003-2004.
أطلقت شركة إليسا أول خدمة جي أس أم تجارية تحت العلامة التجارية راديو لينجا في عام 1991 وأول شبكة النظام العام لاتصالات الأجهزة المحمولة(UMTS900) تجارية في العالم في 8 نوفمبر 2007.
استحوذت شركة الاستثمار "نوفاتور بارتنرز" على حصة 10.4% في "إليسا" عام 2005 عبر مبادلة أسهم، وذلك عندما اشترت "إليسا" شركة "ساونالهتي" المشغلة الأصغر حجمًا، والتي كانت مملوكة في معظمها لشركة "نوفاتور". حاولت "نوفاتور" إعادة هيكلة "إليسا" في ديسمبر 2007، لكنها قوبلت بمعارضة من مؤسسات فنلندية مثل شركة "فارما ميوتشوال" للتأمين على المعاشات التقاعدية . في أكتوبر 2008، وخلال الأزمة المالية الأيسلندية ، باعت "نوفاتور" حصتها الكاملة في "إليسا" إلى "فارما" مقابل 194 مليون يورو (266 مليون دولار أمريكي)، بسعر 11.20 يورو للسهم.
في 27 يونيو 2018، أطلقت شركة إليسا أول شبكة 5G تجارية في العالم في مدينة تامبيري الفنلندية وفي العاصمة الإستونية تالين .
أسست إليسا سابقًا شركة إليسا أوتوميت، وهي شركة ناشئة تركز على أتمتة الشبكات باستخدام الذكاء الاصطناعي. اندمجت معها بولي ستار، مما أدى إلى ظهور إليسا بولي ستار  في مارس 2020، استحوذت إليسا على أغلبية أسهم شركة كالكو كوت الأمريكية  وفي عام 2021 على حصة من شركة سيد أبتا الإيطالية  وفي وقت لاحق خلال العام على أغلبية أسهم شركة تين فورس البلجيكية.
في أبريل 2022، استحوذت شركة إليسا على شركة فرينكس السلوفاكية  وفي أغسطس على شركة كارديناليتي. وفي نهاية عام 2022، بلغت تغطية شبكة 5G الخاصة بشركة إليسا 86% في فنلندا و70% في إستونيا.
في فبراير 2022، حصلت شركة إليسا على منحة قدرها 3.9 مليون يورو من وزارة الشؤون الاقتصادية والتوظيف الفنلندية لدعم استثمارها في حل تخزين الطاقة الموزعة (DES) القائم على الإدارة الذكية للطاقة الاحتياطية لمحطات القاعدة المتنقلة. يهدف المشروع إلى بناء سعة تخزين تبلغ 150 ميجاوات/ساعة، مما يجعله أكبر مشروع لتخزين الطاقة الموزعة في أوروبا.
في مساء يوم 25 ديسمبر 2024، أُبلغت السلطات بحدوث اضطرابات في أربعة كابلات اتصالات تغادر فنلندا، حيث تم قطع كابلين من كابلات إليسا بالكامل.

## شعارات الشركة

(2000-2003)
(2003-2014)
(2014-)

## روابط خارجية
- الموقع الرسمي